# Club Polideportivo Conqueridor
El Club Polideportivo Conqueridor Valencia o UPV Léleman Conqueridor Valencia, como se le conoce por motivos de patrocinio, es un club de voleibol con sede en el barrio de Algirós de la ciudad de Valencia, España. Fue refundado el 19 de julio de 2022. Su primer equipo juega en la Superliga Masculina, la máxima competición del voleibol en España y disputa sus encuentros como local en el Pabellón de la Universidad Politécnica de Valencia.

## Historia
El Club Polideportivo Conqueridor fue un club de Valencia que estaba dedicado a la formación de jóvenes talentos de voleibol y que llegó a estar en Superliga 2 bajo el patrocinio de la Universidad Politécnica de Valencia. Un club que se quedó latente y se disolvió para fusionarse con el Club Voleibol Valencia en el verano de 2014
Refundación e inicios del Léleman Conqueridor Valencia (2022-Act.)
Tras ocho años y competir la primera temporada en Superliga con la estructura del Club Voleibol Valencia, el proyecto tomó un nuevo rumbo bajo la gestión de la familia Clemente y de la empresa Léleman, patrocinador principal, haciendo efectiva la refundación del Club Polideportivo Conqueridor. Un club que adoptó el nombre de su patrocinador y de la ciudad para llamarse, por motivos de patrocinio, UPV Léleman Conqueridor Valencia.
En su primera temporada consiguió hacer un debut impecable en la Superliga con tres victorias en los tres primeros partidos contra rivales de importancia como Pamesa Voleibol Teruel o Unicaja Costa de Almería e incluso consiguiendo puntuar ante todo un Río Duero Soria. Unos resultados que les valieron para conseguir la primera clasificación de su historia a la Copa del Rey. Su debut en la categoría del K.O sería contra el Pamesa Voleibol Teruel un partido en Los Pajaritos de Soria, sede aquella temporada, que se decidió en el tie-break por la mínima con un 28-30 a favor de los aragoneses. Aunque no fue la única alegría, ya que también participarían en los Play Offs por el título cayendo en la primera ronda de cuartos de final ante el Melilla Sport Capital.
Pese a haber sido un gran debutante en la categoría, en la temporada 2023-2024 el equipo no iba a arrancar bien. Le costaba encontrar su juego y eso le costó el cargo al entrenador argentino Fabián Hugo Muraco el 20 de noviembre de 2023. Una decisión que dejó de forma interina en el banquillo a Fernando Mirasol hasta la llegada el 28 de noviembre de 2023 del brasileño Marcos Dreyer para ser el nuevo técnico. La situación era delicada, un desliz les dejaba fuera de la Copa del Rey, pero finalmente consiguieron la clasificación in extremis. Una alegría que no duró mucho ya que el rival en cuartos de final fue el Club Voleibol Guaguas quienes iban a terminar ganando con un resultado claro de 3-0. Un resultado que se repetiría pese a haber mejorado en el juego y en la posición a final de temporada. En losn Play Offs cayeron por el mismo 3-0 en los dos partidos ante el Unicaja Costa de Almería.
Aprendida la lección de las dos primeras temporadas, el equipo se reforzó con jugadores de nivel y con experiencia en la Superliga como fueron Aarón Gámiz, Maxi Scarpin, Manu Furtado o Rodrigo Pernambuco.

## Símbolos y datos del club

### Uniforme
- Uniforme titular: La primera equipación del UPV Léleman Conqueridor Valencia predomina el color azul marino con detalles en blanco en función del año de la temporada.
- Uniforme suplente: La segunda equipación acostumbra a ser con un color rosa. Uniendo así los tres colores del escudo del club.

### Auspicio
| Periodo   | Proveedor |
| --------- | --------- |
| 2022-Act. | Luanvi    |

| Periodo   | Patrocinador |
| --------- | ------------ |
| 2022-act. | Léleman      |

### Denominaciones
- UPV Léleman Conqueridor Valencia (2022-act.).

## Instalaciones
Pabellón de la Universidad Politécnica de Valencia
El UPV Léleman Conqueridor Valencia entrena y juega sus partidos desde el 2022 en el pabellón situado en el barrio de Algirós en la ciudad de Valencia, España. En dicho pabellón el club disputa los partidos de Superliga. Tiene una pista central donde disputar partidos y entrenamientos. La instalación que pertenece a la Universidad Politécnica de Valencia, está situada en el Carrer dels Calciners.

## Entrenadores
| Entrenador         | País      | Años        |
| ------------------ | --------- | ----------- |
| Fabián Hugo Muraco | Argentina | 2022 - 2023 |
| Marcos Dreyer      | Brasil    | 2023 - Act. |

## Palmarés
El palmarés del primer equipo comprende entre sus títulos oficiales tres campeonatos de caracter autonómico como es la Copa Comunidad Valenciana.
Nota: en negrita competiciones vigentes en la actualidad.
| Competición regional            | Títulos            | Subcampeonatos |
| ------------------------------- | ------------------ | -------------- |
| Copa Comunidad Valenciana (3/0) | 2022, 2023 y 2024. |                |

Torneos
- Trofeo Stromp (1): 2024[6]
- Torneo ‘Alberto Ramos Cormenzana’ (1): 2024[7]